# Liste der Flüsse in Hessen

Flüsse in Hessen mit 20 km Länge und mehr

Diese Liste der Flüsse in Hessen führt die Fließgewässer mit ihrer Mündungsseite und Länge auf, sofern diese wenigstens 20 km erreichen und das Gewässer zumindest teilweise in oder am Rande von Hessen verläuft. Fließgewässer auf dem Abflussweg solcher Gewässer, die eines oder beide Auswahlkriterien verfehlen, sind ebenfalls mit aufgeführt, wobei diejenigen, die ganz außerhalb des Landes verlaufen, in kursiver Schrift dargestellt werden. Zuflüsse werden jeweils hierarchisch unter dem sie aufnehmenden Fluss eingerückt aufgelistet und zwar in der Reihenfolge von der Quelle zur Mündung.

## Liste der Flüsse
Rhein (1.232 km)
- Neckar (rechter Zufluss – 362 km)
  - Itter (rechter Zufluss – 28 km)
  - Laxbach (rechter Zufluss – 1 km)
    - Ulfenbach (rechter Oberlauf – 29 km)
    - Finkenbach (linker Oberlauf – 22 km)

  - Steinach (rechter Zufluss – 22 km)
- Weschnitz (rechter Zufluss – 59 km)
- Lauter/Winkelbach (rechter Zufluss – 32 km)
- Modau (rechter Zufluss – 44 km)
- Schwarzbach mit Gundbach (rechter Zufluss – 43 km)
- Main (rechter Zufluss – 527 km)
  - Fränkische Saale (rechter Zufluss – 153 km mit Milz; verläuft vollständig in Bayern)
    - Brend (rechter Zufluss – 30 km)
    - Sinn (rechter Zufluss – 69 km)
      - Schmale Sinn (rechter Zufluss – 28 km)
      - Jossa (rechter Zufluss – 32 km)

  - Lohr (rechter Zufluss – 23 km mit Lohrbach)
  - Mümling (linker Zufluss – mit Mossaubach und Marbach 60 km)
  - Gersprenz (linker Zufluss – mit Mergbach 62 km)
    - Semme (rechter Zufluss – 21 km)
    - Ohlebach (rechter Zufluss – 23 km)

  - Kahl (rechter Zufluss – 32 km)
  - Kinzig (rechter Zufluss – 86 km)
    - Steinebach (rechter Zufluss – 23 km)
    - Salz (rechter Zufluss – mit längerem Quellfluss 30 km)
    - Bracht (rechter Zufluss – 32 km)
    - Gründau (rechter Zufluss – 30 km)
    - Fallbach (rechter Zufluss – 24 km)

  - Rodau (linker Zufluss – 28 km)
  - Nidda (rechter Zufluss – 90 km)
    - Horloff (rechter Zufluss – 45 km)
    - Wetter (rechter Zufluss – 69 km)
      - Usa (rechter Zufluss – 34 km)

    - Nidder (linker Zufluss – 69 km)
      - Hillersbach (rechter Zufluss – 24 km)
      - Bleichenbach (linker Zufluss – 22 km)
      - Seemenbach (linker Zufluss – 37 km)

    - Erlenbach (linker Zufluss – 37 km)

  - Liederbach mit Reichenbach (rechter Zufluss – 21 km)
  - Schwarzbach mit Dattenbach (rechter Zufluss – 32 km)
  - Wickerbach (rechter Zufluss – 24 km)
- Wisper (rechter Zufluss – 30 km)
- Lahn (rechter Zufluss – 256 km)
  - Perf (rechter Zufluss – 20 km)
  - Wetschaft (linker Zufluss – 29 km)
  - Ohm (linker Zufluss – 60 km)
    - Felda (rechter Zufluss – 30 km)
    - Klein (rechter Zufluss – 23 km)
    - Wohra (rechter Zufluss – 34 km)

  - Zwester Ohm (linker Zufluss – 20 km)
  - Salzböde (rechter Zufluss – 28 km)
  - Lumda (linker Zufluss – 30 km)
  - Wieseck (linker Zufluss – 24 km)
  - Kleebach (linker Zufluss – 27 km)
  - Dill (rechter Zufluss – 55 km)
    - Dietzhölze (linker Zufluss – 24 km)
    - Aar (linker Zufluss – 21 km)
    - Rehbach (rechter Zufluss – 20 km)

  - Solmsbach (linker Zufluss – 25 km)
  - Ulmbach (rechter Zufluss – 23 km)
  - Weil (linker Zufluss – 47 km)
  - Kerkerbach (rechter Zufluss – 21 km)
  - Emsbach (linker Zufluss – 45 km)
    - Wörsbach (linker Zufluss – 25 km)

  - Elbbach (rechter Zufluss – 41 km)
  - Aar (linker Zufluss – 50 km)
  - Dörsbach (linker Zufluss – 32 km)

Weser (451 km ohne Quellflüsse)
- Fulda (rechter Quellfluss – 220 km)
  - Fliede (linker Zufluss – 22 km)
    - Döllbach (rechter Zufluss – 24 km)

  - Lüder (linker Zufluss – 36 km)
  - Schlitz (linker Zufluss – 13 km)
    - Lauter (linker Quellfluss – 28 km mit Branderwasser)
    - Altefeld (rechter Quellfluss – 30 km)

  - Jossa (linker Zufluss – 23 km)
  - Aula (linker Zufluss – 23 km)
  - Geisbach (linker Zufluss – 22 km)
  - Haune (rechter Zufluss – 67 km)
    - Nüst (rechter Zufluss – 25 km mit Mauerscheller Wasser)

  - Solz (rechter Zufluss – 21 km)
  - Beise (linker Zufluss – 21 km)
  - Pfieffe (rechter Zufluss – 21 km)
  - Eder (linker Zufluss – 176 km)
    - Nuhne (linker Zufluss – 36 km mit Sonneborn)
    - Orke (linker Zufluss – 38 km)
      - Wilde Aa (linker Zufluss – 27 km)

    - Wesebach (rechter Zufluss – 25 km)
    - Elbe (linker Zufluss – 34 km)
    - Schwalm (rechter Zufluss – 97 km)
      - Berf (rechter Zufluss – 20 km)
      - Grenff (rechter Zufluss – 22 km)
      - Antrift (linker Zufluss – 39 km)
      - Gilsa (linker Zufluss – 21 km)
      - Urff (linker Zufluss – 20 km)
      - Efze (rechter Zufluss – 38 km)
        - Ohebach (linker Zufluss – 22 km)

    - Ems (linker Zufluss – 34 km)

  - Ahne (linker Zufluss – 21 km)
  - Losse (rechter Zufluss – 29 km)
  - Nieste (rechter Zufluss – 22 km)
- Werra (rechter Quellfluss – 300 km)
  - Ulster (linker Zufluss – 57 km)
  - Wehre (linker Zufluss – 36 km)
    - Sontra (rechter Zufluss – 21 km)
- Diemel (linker Zufluss – 111 km)
  - Hoppecke (linker Zufluss – 35 km)
  - Twiste (rechter Zufluss – 41 km)
    - Watter (rechter Zufluss – 22 km)
    - Erpe (rechter Zufluss – 26 km)

  - Warme (rechter Zufluss – 33 km)
  - Esse (rechter Zufluss – 28 km)
  - Holzape (rechter Zufluss – 23 km)
- Schwülme (rechter Zufluss – 29 km)

## Tabelle mit Flüssen mit einer Länge von mindestens 20 km in Hessen
| Name                       | Vorfluter        | Mündungsseite | Gewässerkennzahl | Gesamtlänge in km | Einzugsgebiet in km² | Quelle / Zusammenfluss                | Quellhöhe in m ü. NHN | Mündung                      | Mündungshöhe in m ü. NHN | Mittlerer Abfluss in m³/s | Anmerkung                                |
| -------------------------- | ---------------- | ------------- | ---------------- | ----------------- | -------------------- | ------------------------------------- | --------------------- | ---------------------------- | ------------------------ | ------------------------- | ---------------------------------------- |
| Rhein                      | –                | –             | 20000000         | 001233            | 0185300              | Tujetsch                              | 002345                | Rotterdam                    | 0000000                  | 002900,000                | –                                        |
| Neckar                     | Rhein            | rechts        | 23800000         | 000362            | 0013934              | Schwenninger Moos                     | 000705                | Mannheim                     | 0000088                  | 000145,000                | –                                        |
| Itter                      | Neckar           | rechts        | 23894000         | 000028            | 0000168              | Würzberg                              | 000510                | Eberbach                     | 0000122                  | –                         | –                                        |
| Laxbach                    | Neckar           | rechts        | 23896000         | 000001            | 0000000              | Hirschhorn (Neckar)                   | 000120                | Hirschhorn (Neckar)          | 0000116                  | 000002,888,000            | –                                        |
| Ulfenbach                  | Laxbach          | rechts        | 23896700         | 000029            | 0000096              | Grasellenbach                         | 000415                | Hirschhorn (Neckar)          | 0000120                  | 000001,443,000            | –                                        |
| Finkenbach                 | Laxbach          | links         | 23896800         | 000022            | 0000074              | Finkenbach (Oberzent)                 | 000000                | Hirschhorn (Neckar)          | 0000120                  | 000001,231,000            | –                                        |
| Steinach                   | Neckar           | rechts        | 23897800         | 000022            | 0000070              | Ober-Abtsteinach                      | 000490                | Neckarsteinach               | 0000112                  | –                         | –                                        |
| Weschnitz                  | Rhein            | rechts        | 23940000         | 000059            | 0000436              | Hammelbach                            | 000455                | Kernkraftwerk Biblis         | 0000085                  | 000003,584,000            | –                                        |
| Landgraben                 | Weschnitz        | links         | 23948000         | 000024            | 0000102              | Lorsch                                | 000380                | Ursenbacher Höhe             | 0000094                  | 000000,243,000            | mit Apfelbach                            |
| Lauter/Winkelbach          | Rhein            | rechts        | 23954000         | 000032            | 0000118              | Neunkircher Höhe                      | 000478                | Gernsheim                    | 0000085                  | 000000,287,000            | –                                        |
| Modau                      | Rhein            | rechts        | 23962000         | 000044            | 0000205              | Neunkircher Höhe                      | 000490                | Stockstadt-Erfelder Altrhein | 0000084                  | 000001,405,000            | –                                        |
| Schwarzbach mit Gundbach   | Rhein            | rechts        | 23980000         | 000043            | 0000514              | Dreieich                              | 000196                | Ginsheim                     | 0000082                  | 000002,369,000            | mit Gundbach                             |
| Main                       | Rhein            | rechts        | 24000000         | 000527            | 0027292              | Lindenhardt                           | 000581                | Mainz-Kostheim               | 0000082                  | 000211,000                | mit Rotem Main                           |
| Fränkische Saale           | Main             | rechts        | 24400000         | 000153            | 0002766              | Grabfeld                              | 000314                | Gemünden am Main             | 0000152                  | 000024,2,000              | mit Milz; verläuft vollständig in Bayern |
| Brend                      | Fränkische Saale | rechts        | 24432000         | 000030            | 0000140              | Oberweißenbrunn                       | 000750                | Bad Neustadt an der Saale    | 0000227                  | 000001,59,000             | –                                        |
| Sinn                       | Fränkische Saale | rechts        | 24480000         | 000069            | 0000623              | Oberwildflecken                       | 000670                | Gemünden am Main             | 0000153                  | 000007,7,000              | –                                        |
| Schmale Sinn               | Sinn             | rechts        | 24482000         | 000028            | 0000104              | Dammersfeldkuppe                      | 000800                | Altengronau                  | 0000235                  | –                         | –                                        |
| Jossa                      | Sinn             | rechts        | 24484000         | 000032            | 0000147              | Lettgenbrunn                          | 000420                | Jos220sa                     | 0000220                  | 000001,65,000             | –                                        |
| Lohr                       | Main             | rechts        | 24520000         | 000023            | 0000236              | Lohrhaupten                           | 000360                | Lohr am Main                 | 0000147                  | 000003,06,000             | mit Lohrbach                             |
| Mümling                    | Main             | links         | 24740000         | 000060            | 0000377              | Ober-Kainsbach                        | 000455                | Obernburg am Main            | 0000117                  | 000003,94,000             | mit Mossaubach und Marbach               |
| Gersprenz                  | Main             | links         | 24760000         | 000062            | 0000513              | Winterkasten                          | 000569                | Stockstadt am Main           | 0000101                  | 000003,57,000             | mit Mergbach                             |
| Semme                      | Gersprenz        | rechts        | 24764000         | 000021            | 0 -                  | Hassenroth                            | 000330                | Hergershausen                | 0000130                  | –                         | –                                        |
| Ohlebach                   | Gersprenz        | rechts        | 24766000         | 000023            | 0000087              | Dorndiel                              | 000330                | Babenhausen                  | 0000125                  | –                         | –                                        |
| Kahl                       | Main             | rechts        | 24772000         | 000032            | 0000198              | Bamberger Mühle                       | 000290                | Kahl am Main                 | 0000102                  | 000002,01,000             | –                                        |
| Kinzig                     | Main             | rechts        | 24780000         | 000086            | 0001058              | Sterbfritz                            | 000400                | Hanau                        | 0000099                  | 000010,97,000             | –                                        |
| Steinebach                 | Kinzig           | rechts        | 24781600         | 000023            | 0000065              | Naxburg                               | 000515                | Steinau an der Straße        | 0000170                  | –                         | –                                        |
| Salz                       | Kinzig           | rechts        | 24782000         | 000030            | 0000091              | Hartmannshain                         | 000570                | Salmünster                   | 0000162                  | 000001,15,000             | mit längerem rechtem Quellbach           |
| Bracht                     | Kinzig           | rechts        | 24784000         | 000032            | 0000118              | Vogelsberg                            | 000604                | Wächtersbach                 | 0000139                  | 000001,5,000              | –                                        |
| Gründau                    | Kinzig           | rechts        | 24786000         | 000030            | 0000096              | Büdinger Wald                         | 000375                | Langenselbold                | 0000115                  | 000000,48,000             | –                                        |
| Fallbach                   | Kinzig           | rechts        | 24788000         | 000024            | 0000127              | Vonhausen                             | 000200                | Hanau                        | 0000105                  | 000000,559,000            | –                                        |
| Rodau                      | Main             | links         | 24792000         | 000028            | 0000164              | Rödermark                             | 000194                | Mühlheim am Main             | 0000098                  | 000000,628,000            | –                                        |
| Nidda                      | Main             | rechts        | 24800000         | 000090            | 0001942              | Vogelsberg                            | 000720                | Frankfurt-Höchst             | 0000095                  | 000013,1,000              | –                                        |
| Horloff                    | Nidda            | rechts        | 24820000         | 000045            | 0000279              | Vogelsberg                            | 000524                | Florstadt                    | 0000119                  | 000001,004,000            | –                                        |
| Wetter                     | Nidda            | rechts        | 24840000         | 000069            | 0000517              | Laubach                               | 000400                | Niddatal                     | 0000115                  | 000002,994,000            | –                                        |
| Usa                        | Wetter           | rechts        | 24848000         | 000034            | 0000185              | Neu-Anspach                           | 000458                | Friedberg (Hessen)           | 0000123                  | 000001,13,000             | –                                        |
| Nidder                     | Nidda            | links         | 24860000         | 000069            | 0000436              | Herchenhainer Höhe                    | 000653                | Gronau (Bad Vilbel)          | 0000110                  | 000003,875,000            | –                                        |
| Hillersbach                | Nidder           | rechts        | 24862000         | 000024            | 0000024              | Schotten                              | 000576                | Lißberg                      | 0000166                  | –                         | –                                        |
| Bleichenbach               | Nidder           | links         | 24864000         | 000022            | 0000039              | Gedern                                | 000400                | Glauburg                     | 0000124                  | 000000,34,000             | –                                        |
| Seemenbach                 | Nidder           | links         | 24866000         | 000037            | 0000146              | Vogelsberg                            | 000617                | Lindheim                     | 0000120                  | 000001,56,000             | –                                        |
| Erlenbach                  | Nidda            | links         | 24880000         | 000037            | 0000071              | Großer Feldberg                       | 000590                | Bad Vilbel                   | 0000105                  | 000000,356,000            | –                                        |
| Liederbach mit Reichenbach | Main             | rechts        | 24920000         | 000021            | 0000038              | Königstein im Taunus                  | 000320                | Frankfurt-Höchst             | 0000093                  | 000000,308,000            | mit Reichenbach                          |
| Schwarzbach mit Dattenbach | Main             | rechts        | 24960000         | 000032            | 0000135              | Nieder-Oberrod                        | 000430                | Hattersheim am Main          | 0000091                  | 000001,112,000            | –                                        |
| Wickerbach                 | Main             | rechts        | 24980000         | 000024            | 0000065              | Wiesbaden-Naurod                      | 000330                | Rüsselsheim am Main          | 0000084                  | 000000,351,000            | –                                        |
| Wisper                     | Rhein            | rechts        | 25600000         | 000030            | 0000209              | Heidenrod                             | 000483                | Lorch (Rheingau)             | 0000073                  | 000001,271,000            | –                                        |
| Lahn                       | Rhein            | rechts        | 25800000         | 000256            | 0005925              | Lahnquelle im Rothaargebirge          | 000603                | Lahnstein                    | 0000069                  | 000046,6,000              | –                                        |
| Perf                       | Lahn             | rechts        | 25814000         | 000020            | 0000113              | Bottenhorner Hochflächen              | 000506                | Wallau                       | 0000289                  | 000001,741,000            | –                                        |
| Wetschaft                  | Lahn             | links         | 25818000         | 000029            | 0000196              | Roda                                  | 000360                | Göttingen (Lahntal)          | 0000192                  | 000001,701,000            | –                                        |
| Ohm                        | Lahn             | links         | 25820000         | 000060            | 0000984              | Ulrichstein                           | 000577                | Cölbe                        | 0000188                  | 000007,95,000             | –                                        |
| Felda                      | Ohm              | rechts        | 25824000         | 000030            | 0000107              | Rebgeshain                            | 000635                | Nieder-Gemünden              | 0000220                  | 000001,268,000            | –                                        |
| Klein                      | Ohm              | rechts        | 25826000         | 000023            | 0000163              | Ober-Gleen                            | 000315                | Amöneburg                    | 0000196                  | –                         | –                                        |
| Wohra                      | Ohm              | rechts        | 25828000         | 000034            | 0000286              | Battenhausen                          | 000475                | Kirchhain                    | 0000194                  | –                         | –                                        |
| Zwester Ohm                | Lahn             | links         | 25833400         | 000020            | 0000070              | Wermertshausen                        | 000360                | Sichertshausen               | 0000166                  | 000000,405,000            | –                                        |
| Salzböde                   | Lahn             | rechts        | 25834000         | 000028            | 0000138              | Bad Endbach                           | 000440                | Odenhausen (Lahn)            | 0000164                  | 000001,322,000            | –                                        |
| Lumda                      | Lahn             | links         | 25836000         | 000030            | 0000132              | Vorderer Vogelsberg                   | 000304                | Lollar                       | 0000160                  | 000000,871,000            | –                                        |
| Wieseck                    | Lahn             | links         | 25838000         | 000024            | 0000120              | Göbelnrod                             | 000295                | Gießen                       | 0000155                  | 000000,664,000            | –                                        |
| Kleebach                   | Lahn             | links         | 25839600         | 000027            | 0000165              | Espa (Langgöns)                       | 000430                | Dutenhofen                   | 0000150                  | 000000,815,000            | –                                        |
| Dill                       | Lahn             | rechts        | 25840000         | 000055            | 0000717              | Offdilln                              | 000567                | Wetzlar                      | 0000147                  | 000009,514,000            | –                                        |
| Dietzhölze                 | Dill             | links         | 25844000         | 000024            | 0000088              | Haincher Höhe                         | 000590                | Dillenburg                   | 0000230                  | 000001,431,000            | –                                        |
| Aar                        | Dill             | links         | 25846000         | 000021            | 0000149              | Hohenahr                              | 000331                | Burg (Herborn)               | 0000210                  | 000001,602,000            | –                                        |
| Rehbach                    | Dill             | rechts        | 25848000         | 000020            | 0000049              | Homberg (Westerwald)                  | 000606                | Sinn                         | 0000196                  | –                         | –                                        |
| Solmsbach                  | Lahn             | links         | 25852000         | 000025            | 0000112              | Espa (Langgöns)                       | 000430                | Burgsolms                    | 0000142                  | 000000,806,000            | –                                        |
| Ulmbach                    | Lahn             | rechts        | 25856000         | 000023            | 0000061              | Mademühlen                            | 000532                | Biskirchen                   | 0000140                  | 000000,741,000            | –                                        |
| Weil                       | Lahn             | links         | 25860000         | 000047            | 0000248              | Kastell Kleiner Feldberg              | 000738                | Weilburg                     | 0000128                  | 000002,317,000            | –                                        |
| Kerkerbach                 | Lahn             | rechts        | 25872000         | 000021            | 0000070              | Fussingen                             | 000312                | Runkel                       | 0000124                  | 000000,564,000            | –                                        |
| Emsbach                    | Lahn             | links         | 25874000         | 000045            | 0000322              | Glashütten                            | 000695                | Eschhofen                    | 0000110                  | 000001,805,000            | –                                        |
| Wörsbach                   | Emsbach          | links         | 25874800         | 000025            | 0000119              | Idstein                               | 000340                | Niederbrechen                | 0000140                  | 000000,59,000             | –                                        |
| Elbbach                    | Lahn             | rechts        | 25876000         | 000041            | 0000324              | Ailertchen                            | 000478                | Limburg an der Lahn          | 0000108                  | 000003,997,000            | –                                        |
| Aar                        | Lahn             | links         | 25880000         | 000050            | 0000313              | Orlen                                 | 000429                | Diez                         | 0000103                  | 000001,77,000             | –                                        |
| Dörsbach                   | Lahn             | links         | 25892000         | 000032            | 0000114              | Huppert (Heidenrod)                   | 000472                | Obernhof                     | 0000091                  | 000000,815,000            | –                                        |
| Weser                      | –                | –             | 40000000         | 000451            | 0046259              | Hann. Münden                          | 000117                | Bremerhaven                  | 0000000                  | 000383,000                | ohne Quellflüsse                         |
| Werra                      | Weser            | rechts        | 41000000         | 000300            | 0005497              | Eselsberg (Thüringer Schiefergebirge) | 000797                | Hann. Münden                 | 0000117                  | 000050,1,000              | rechter Quellfluss der Weser             |
| Ulster                     | Werra            | links         | 41400000         | 000057            | 0000421              | Heidelstein                           | 000818                | Philippsthal                 | 0000222                  | 000005,279,000            | –                                        |
| Wehre                      | Werra            | links         | 41800000         | 000036            | 0000452              | Rommerode                             | 000439                | Niederhone                   | 0000155                  | 000004,147,000            | –                                        |
| Sontra                     | Wehre            | rechts        | 41860000         | 000021            | 0000230              | Cornberg                              | 000363                | Oetmannshausen               | 0000194                  | –                         | –                                        |
| Fulda                      | Weser            | links         | 42000000         | 000220            | 0006947              | Wasserkuppe                           | 000850                | Hann. Münden                 | 0000117                  | 000066,924,000            | linker Quellfluss der Weser              |
| Fliede                     | Fulda            | links         | 42200000         | 000022            | 0000271              | Flieden                               | 000480                | Bronnzell                    | 0000261                  | –                         | mit Hermannswasser und Kautzer Wasser    |
| Döllbach                   | Fliede           | rechts        | 42220000         | 000024            | 0000075              | Motten                                | 000710                | Kerzell                      | 0000264                  | 000000,889,000            | –                                        |
| Lüder                      | Fulda            | links         | 42360000         | 000036            | 0000190              | Bermuthshain                          | 000557                | Lüdermünd                    | 0000232                  | 000002,23,000             | mit Quellfluss Linke Lüder               |
| Schlitz                    | Fulda            | links         | 42400000         | 000013            | 0000315              | Bad Salzschlirf                       | 000239                | Hutzdorf                     | 0000218                  | 000003,715,000            | ohne Quellflüsse                         |
| Altefeld                   | Schlitz          | rechts        | 42470000         | 000030            | 0000135              | Taufstein (Vogelsberg)                | 000637                | Bad Salzschlirf              | 0000239                  | 000000,527,000            | rechter Quellfluss                       |
| Lauter                     | Schlitz          | links         | 42440000         | 000028            | 0000137              | Taufstein (Vogelsberg)                | 000670                | Bad Salzschlirf              | 0000239                  | 000001,499,000            | linker Quellfluss                        |
| Jossa                      | Fulda            | links         | 42540000         | 000023            | 0000122              | Schlitz                               | 000393                | Niederjossa                  | 0000210                  | –                         | –                                        |
| Aula                       | Fulda            | links         | 42560000         | 000023            | 0000125              | Oberaula                              | 000443                | Niederaula                   | 0000206                  | –                         | –                                        |
| Geisbach                   | Fulda            | links         | 42596000         | 000022            | 0000076              | Neuenstein                            | 000400                | Bad Hersfeld                 | 0000198                  | –                         | –                                        |
| Haune                      | Fulda            | rechts        | 42600000         | 000067            | 0000500              | Dietershausen (Künzell)               | 000480                | Bad Hersfeld                 | 0000198                  | 000004,113,000            | –                                        |
| Nüst                       | Haune            | rechts        | 42660000         | 000023            | 0000097              | Unterbernhards                        | 000496                | Hünfeld                      | 0000255                  | 000001,029,000            | –                                        |
| Solz                       | Fulda            | rechts        | 42712000         | 000021            | 0000092              | Eiterfeld                             | 000348                | Bad Hersfeld                 | 0000197                  | –                         | –                                        |
| Beise                      | Fulda            | links         | 42760000         | 000021            | 0000063              | Hainrode                              | 000445                | Beiseförth                   | 0000170                  | –                         | –                                        |
| Pfieffe                    | Fulda            | rechts        | 42780000         | 000021            | 0000117              | Eisberg (Stölzinger Gebirge)          | 000390                | Melsungen                    | 0000168                  | 000000,993,000            | –                                        |
| Eder                       | Fulda            | links         | 42800000         | 000176            | 0003361              | Ederkopf                              | 000621                | Grifte                       | 0000143                  | 000031,6,000              | –                                        |
| Nuhne                      | Eder             | links         | 42820000         | 000036            | 0000157              | Kahler Asten                          | 000748                | Frankenberg                  | 0000265                  | –                         | mit Sonneborn                            |
| Orke                       | Eder             | links         | 42840000         | 000038            | 0000279              | Küstelberg                            | 000645                | Ederbringhausen              | 0000250                  | 000003,97,000             | –                                        |
| Wilde Aa                   | Orke             | links         | 42846000         | 000027            | 0000126              | Krutenberg                            | 000721                | Dalwigksthal                 | 0000305                  | –                         | –                                        |
| Wesebach                   | Eder             | rechts        | 42856000         | 000025            | 0000063              | Löhlbach                              | 000545                | Giflitz                      | 0000191                  | –                         | –                                        |
| Elbe                       | Eder             | links         | 42860000         | 000034            | 0000123              | Freienhagen                           | 000410                | Geismar                      | 0000174                  | 000000,731,000            | –                                        |
| Schwalm                    | Eder             | rechts        | 42880000         | 000097            | 0001299              | Köddingen                             | 000499                | Altenburg                    | 0000158                  | 000009,045,000            | –                                        |
| Berf                       | Schwalm          | rechts        | 42881600         | 000020            | 0000035              | Görzhain                              | 000440                | Heidelbach                   | 0000223                  | –                         | –                                        |
| Antrift                    | Schwalm          | links         | 42882000         | 000039            | 0000115              | Lautertal                             | 000430                | Loshausen                    | 0000213                  | –                         | –                                        |
| Grenff                     | Schwalm          | rechts        | 42883200         | 000022            | 0000086              | Görzhain                              | 000395                | Loshausen                    | 0000214                  | 000000,711,000            | –                                        |
| Gilsa                      | Schwalm          | links         | 42884000         | 000021            | 0000094              | Gilserberg                            | 000385                | Bischhausen                  | 0000196                  | 000000,757,000            | –                                        |
| Urff                       | Schwalm          | links         | 42886000         | 000020            | 0000042              | Große Aschkoppe                       | 000564                | Niederurff                   | 0000194                  | 000000,495,000            | –                                        |
| Efze                       | Schwalm          | rechts        | 42888000         | 000038            | 0000221              | Schwarzenborn                         | 000559                | Unshausen                    | 0000162                  | 000001,481,000            | –                                        |
| Ohebach                    | Efze             | links         | 42888800         | 000022            | 0000103              | Großropperhausen                      | 000475                | Caßdorf                      | 0000187                  | 000000,665,000            | –                                        |
| Ems                        | Eder             | links         | 42892000         | 000034            | 0000146              | Breitenbach (Schauenburg)             | 000370                | Böddiger                     | 0000150                  | –                         | –                                        |
| Ahne                       | Fulda            | links         | 42958000         | 000021            | 0000041              | Essigberg                             | 000575                | Kassel                       | 0000135                  | 000000,296,000            | –                                        |
| Losse                      | Fulda            | rechts        | 42960000         | 000029            | 0000121              | Hessisch Lichtenau                    | 000402                | Bettenhausen (Kassel)        | 0000135                  | 000001,418,000            | –                                        |
| Nieste                     | Fulda            | rechts        | 42980000         | 000022            | 0000088              | Großalmerode                          | 000538                | Sandershausen                | 0000134                  | 000000,921,000            | –                                        |
| Schwülme                   | Weser            | rechts        | 43600000         | 000029            | 0000290              | Hettensen                             | 000332                | Lippoldsberg                 | 0000106                  | 000003,5,000              | –                                        |
| Diemel                     | Weser            | links         | 44000000         | 000111            | 0001762              | Auf’m Knoll                           | 000660                | Bad Karlshafen               | 0000096                  | 000015,732,000            | –                                        |
| Hoppecke                   | Diemel           | links         | 44200000         | 000035            | 0000092              | Hildfeld                              | 000780                | Bredelar                     | 0000268                  | 000001,35,000             | –                                        |
| Twiste                     | Diemel           | rechts        | 44400000         | 000041            | 0000447              | Korbach                               | 000485                | Warburg                      | 0000159                  | 000002,81,000             | –                                        |
| Watter                     | Twiste           | rechts        | 44460000         | 000022            | 0000041              | Freienhagen (Waldeck)                 | 000435                | Külte                        | 0000183                  | –                         | –                                        |
| Erpe                       | Twiste           | rechts        | 44480000         | 000026            | 0000154              | Oelshausen                            | 000390                | Volkmarsen                   | 0000176                  | 000000,877,000            | –                                        |
| Warme                      | Diemel           | rechts        | 44600000         | 000033            | 0000157              | Martinhagen                           | 000411                | Liebenau (Hessen)            | 0000140                  | –                         | –                                        |
| Esse                       | Diemel           | rechts        | 44800000         | 000028            | 0000192              | Hohenkirchen (Espenau)                | 000260                | Stammen                      | 0000121                  | –                         | –                                        |
| Holzape                    | Diemel           | rechts        | 44940000         | 000023            | 0000059              | Staufenberg (Reinhardswald)           | 000410                | Wülmersen                    | 0000100                  | –                         | –                                        |